# Llista d'esportistes dels Països Catalans als Jocs Olímpics d'estiu de 2008
Entre els esportistes dels Països Catalans que semblava probable que aconseguissin una medalla olímpica hi ha la judoka Isabel Fernández; en natació la jove revelació Mireia Belmonte i les noies de la natació sincronitzada entorn de Gemma Mengual; els tennistes encapçalats per Rafael Nadal; i finalment el ciclisme amb figures de la talla de Joan Llaneras en pista o José Antonio Hermida i Margalida Fullana en muntanya. D'altra banda, també eren favorits els jugadors de bàsquet, handbol i hoquei. A Medalles s'indiquen les aconseguides finalment.
Relació d'esportistes nascuts, residents o federats als Països Catalans que participen en els Jocs Olímpics d'Estiu 2008:

## Medalles i diplomes

### Medalles
| Medalla | Esportistes | Esport                | Competició                |
| ------- | --- | --------------------- | ------------------------- |
| Or      | Joan Llaneras | Ciclisme en pista     | Cursa per punts           |
| Or      | Rafael Nadal | Tennis                | Individual                |
| Or      | Saúl Craviotto | Piragüisme            | K-2 500 m                 |
| Or      | Jérôme Fernandez | Handbol               | Equips                    |
| Argent  | Frédérick Bousquet | Natació               | Relleus 4 x 100 m lliures |
| Argent  | Gervasi Deferr | Gimnàstica            | Terra                     |
| Argent  | Anabel Medina | Tennis                | Dobles                    |
| Argent  | Joan Llaneras Antoni Tauler | Ciclisme en pista     | Cursa a l'americana       |
| Argent  | Andrea Fuentes Gemma Mengual | Natació sincronitzada | Duo                       |
| Argent  | Andrea Fuentes Gemma Mengual Gisela Morón Irina Rodríguez | Natació sincronitzada | Equips                    |
| Argent  | Francisco Cortés Xavier Ribas Ramon Alegre Sergi Enrique Francesc Fàbregas Albert Sala Alexandre Fàbregas David Alegre Pol Amat Eduard Tubau Santi Freixa Eduard Arbós Roc Oliva | Hoquei sobre herba    | Equips                    |
| Argent  | Raül López Ricky Rubio Juan Carlos Navarro Rudy Fernández Àlex Mumbrú Marc Gasol Pau Gasol                                                                                       | Bàsquet               | Equips                    |
| Bronze  | David Barrufet David Davis Rubén Garabaya Juan García Demetrio Lozano Cristian Malmagro Albert Rocas Iker Romero Víctor Tomás                                                    | Handbol               | Equips                    |

### Diplomes olímpics
| Posició | Esportistes | Esport             | Competició            |
| ------- | --- | ------------------ | --------------------- |
| 4a      | Camelia Potec | Natació            | 800 m lliures         |
| 4t      | Jesús Ángel García | Atletisme          | 50 km marxa           |
| 5a      | Camelia Potec | Natació            | 200 m lliures         |
| 5es     | Cindy Lima Núria Martínez Anna Montañana Laia Palau María Lucila Pascua Alba Torrens                                                              | Bàsquet            | Equips                |
| 5è      | Juan Antonio Ramos | Taekwondo          | -58 kg                |
| 5a      | Maria Vasco | Atletisme          | 20 km marxa           |
| 5ns     | Iñaki Aguilar Iván Gallego Xavier García Svilen Ivanov David Martín Marc Minguell Iván Ernesto Pérez Felipe Perrone Ricardo Perrone Xavier Vallès | Waterpolo          | Equips                |
| 6a      | Camelia Potec | Natació            | 400 m lliures         |
| 6è      | Antoni Tauler | Ciclisme en pista  | Persecució individual |
| 6a      | Beatriz Pascual | Atletisme          | 20 km marxa           |
| 6a      | Natalia Rodríguez | Atletisme          | 1500 m                |
| 7a      | Ana Carrascosa | Judo               | -52 kg                |
| 7è      | Aschwin Wildeboer | Natació            | 100 m esquena         |
| 7ns     | Sergi Escobar David Muntaner Antonio Parra | Ciclisme en pista  | Persecució per equips |
| 7es     | Sílvia Bonastre Núria Camón Glòria Comerma Marta Ejarque Raquel Huertas Júlia Menéndez Sílvia Muñoz Georgina Oliva Maria Romagosa Esther Térmens  | Hoquei sobre herba | Equips                |
| 7a      | Ruth Beitia | Atletisme          | Salt d'alçada         |
| 8è      | Isaac Botella | Gimnàstica         | Salt                  |
| 8è      | Jackson Quiñónez | Atletisme          | 100 m tanques         |
| 8a      | Almudena Cid | Gimnàstica rítmica | Individual            |

## Atletisme
Llista d'atletes dels Països Catalans classificats pels Jocs Olímpics d'estiu 2008
| Homes - 100 m - 200 m - 800 m - Miquel Quesada - 1.500 m - Reyes Estévez - 5.000 m - Alemayehu Bezabeh - 10.000 m - Carles Castillejo - Ayad Lamdassen - 20 km marxa - Juan Manuel Molina - 50 km marxa - Marató - Toni Bernadó - José Ríos - 3.000 m obstacles - Rubén Palomeque - Josep Lluís Blanco - Eliseo Martín - 110 m tanques - Jackson Quiñonez - Salt d'alçada - Salt de llargada - Luis Felipe Meliz - Llançament de disc - Frank Casañas - Decatló | Dones - 100 m - Montse Pujol - 1.500 m - Natalia Rodríguez - 5.000 m - Dolores Checa - 10.000 m - Isabel Checa - 100 m tanques - Josephine Onyia - 400 m tanques - Laia Forcadell - 3.000 m obstacles - Rosa Morató - 20 km marxa - Maria Vasco - Beatriz Pascual - María José Poves - Marató - Yesenia Centeno - Salt d'alçada - Salt de llargada - Concha Montaner - Llançament de pes - Irache Quintanal - Llançament de martell - Berta Castells |

## Bàsquet
| - Equip masculí - Raül López - Ricky Rubio - Juan Carlos Navarro - Rudy Fernández - Àlex Mumbrú - Marc Gasol - Pau Gasol | - Equip femení - Cindy Lima - Núria Martínez - Anna Montañana - Laia Palau - María Lucila Pascua - Alba Torrens |

## Gimnàstica

### Gimnàstica rítmica
- Almudena Cid
- Elisabeth Salom
- Isabel Pagán

## Hoquei sobre herba
| Equip masculí - Francisco Cortés - Xavier Ribas - Ramón Alegre - Sergi Enrique - Francesc Fàbregas - Albert Sala - Àlex Fàbregas - David Alegre - Pol Amat - Eduard Tubau - Santi Freixa - Eduard Arbós - Roc Oliva | Equip femení - Sílvia Bonastre - Georgina Oliva - Esther Térmens - Marta Ejarque - Glòria Comerma - Raquel Huertas - Sílvia Muñoz - Maria Romagosa - Júlia Menéndez - Núria Camón |

## Judo
Homes
| Judoca        | Ronda  | Preliminar              | 32 de final                 | 16 de final          | 4 de final           | Semifinal            | Final                | Repesca primera ronda       | Repesca segona ronda | Repesca tercera ronda | Repesca Final        |
| Judoca        | Ronda  | Contrincant Resultat    | Contrincant Resultat        | Contrincant Resultat | Contrincant Resultat | Contrincant Resultat | Contrincant Resultat | Contrincant Resultat        | Contrincant Resultat | Contrincant Resultat  | Contrincant Resultat |
| ------------- | ------ | ----------------------- | --------------------------- | -------------------- | -------------------- | -------------------- | -------------------- | --------------------------- | -------------------- | --------------------- | -------------------- |
| Daniel Garcia | −66 kg | contricant no presentat | Arencibia (CUB) L 0000/1010 | no va passar         | no va passar         | no va passar         | no va passar         | El Hady (EGY) L 00011/10011 | no va passar         | no va passar          | no va passar         |

Dones
| Judoca           | Ronda  | Preliminar           | 32 de final          | 16 de final          | 4 de final           | Semifinal            | Primera repesca      | Repesca 4 de final   | Repesca Semifinal    | Final                |
| Judoca           | Ronda  | Contrincant Resultat | Contrincant Resultat | Contrincant Resultat | Contrincant Resultat | Contrincant Resultat | Contrincant Resultat | Contrincant Resultat | Contrincant Resultat | Contrincant Resultat |
| ---------------- | ------ | -------------------- | -------------------- | -------------------- | -------------------- | -------------------- | -------------------- | -------------------- | -------------------- | -------------------- |
| Ana Carrascosa   | -52 Kg |                      |                      |                      |                      |                      |                      |                      |                      |                      |
| Isabel Fernández | -57 Kg |                      |                      |                      |                      |                      |                      |                      |                      |                      |
| Leire Iglesias   | -70 Kg |                      |                      |                      |                      |                      |                      |                      |                      |                      |

## Natació
| Homes - 100 m lliures - Albert Subirats - 400 m lliures - Marcos Rivera - 1.500 m lliures - Marcos Rivera - 100 m esquena - Aschwin Wildeboer - 200 m esquena - Aschwin Wildeboer - 200 m braça - Sergio García - 100 m papallona - Frédérick Bousquet - Albert Subirats - 200 m papallona - Javier Núñez - 200 m estils - Brenton Cabello - 400 m estils - Hocine Haciane - Javier Núñez - 4 x 100 m relleus - Frédérick Bousquet - 4 x 100 m estils - Frédérick Bousquet - 10 km natació en aigües obertes - Francisco Hervás | Dones - 100 m lliures - María Fuster - 200 m lliures - Melani Costa - Camelia Potec - 400 m lliures - Laure Manaudou - Camelia Potec - Erika Villaécija - 800 m lliures - Camelia Potec - Erika Villaécija - 100 m esquena - Mercedes Peris - Nina Zhivanevskaya - 200 m esquena - Lydia Morant - 200 m braça - Mireia Belmonte - 200 m papallona - Mireia Belmonte - 200 m estils - 400 m estils - Mireia Belmonte - 4 x 200 m estils - Érika Villaécija - María Fuster - Melanie Costa - 4 x 100 m estils - María Fuster - Mireia Belmonte - Nina Zhivanevskaya |

## Natació sincronitzada
| Nedadora                                                                                | Prova  | Part tècnica | Part tècnica | Part lliure (Prèvia) | Part lliure (Prèvia) | Part lliure (Prèvia) | Part lliure (Prèvia) | Part lliure (Final) | Part lliure (Final) | Part lliure (Final) | Part lliure (Final) |
| Nedadora                                                                                | Prova  | Punts        | Posició      | Punts                | Posició              | Punts totals         | Posició              | Punts               | Posició             | Punts totals        | Posició             |
| --------------------------------------------------------------------------------------- | ------ | ------------ | ------------ | -------------------- | -------------------- | -------------------- | -------------------- | ------------------- | ------------------- | ------------------- | ------------------- |
| Andrea Fuentes Gemma Mengual                                                            | Duets  |              |              |                      |                      |                      |                      |                     |                     |                     |                     |
| Andrea Fuentes Gemma Mengual Thaïs Henríquez Gisela Morón Irina Rodríguez Paola Tirados | Equips |              |              |                      |                      |                      |                      |                     |                     |                     |                     |

## Piragüisme

### Aigües tranquil·les
Homes
| Pal·lista      | Prova     | Sèries de qualificació | Sèries de qualificació | Semifinal | Semifinal | Final | Final   |
| Pal·lista      | Prova     | Punts                  | Posició                | Punts     | Posició   | Punts | Posició |
| -------------- | --------- | ---------------------- | ---------------------- | --------- | --------- | ----- | ------- |
| Saúl Craviotto | K-2 500 m |                        |                        |           |           |       |         |

### Eslàlom
Homes
| Pal·lista             | Categoria | Ronda preliminar | Ronda preliminar | Ronda preliminar | Ronda preliminar | Ronda preliminar | Ronda preliminar | Semifinal        | Semifinal        | Final            | Final            | Total            | Posició |
| Pal·lista             | Categoria | Cursa 1          | Posició          | Cursa 2          | Posició          | Total            | Posició          | Temps            | Posició          | Temps            | Posició          | Total            | Posició |
| --------------------- | --------- | ---------------- | ---------------- | ---------------- | ---------------- | ---------------- | ---------------- | ---------------- | ---------------- | ---------------- | ---------------- | ---------------- | ------- |
| Guillermo Díez-Canedo | K-1       | 84.95            | 4t               | 88.07            | 13è              | 173.02           | 12è              | No es classificà | No es classificà | No es classificà | No es classificà | No es classificà | 12è     |

Dones
| Pal·lista         | Categoria | Ronda preliminar | Ronda preliminar | Ronda preliminar | Ronda preliminar | Ronda preliminar | Ronda preliminar | Semifinal        | Semifinal        | Final            | Final            | Total            | Posició |
| Pal·lista         | Categoria | Cursa 1          | Posició          | Cursa 2          | Posició          | Total            | Posició          | Temps            | Posició          | Temps            | Posició          | Total            | Posició |
| ----------------- | --------- | ---------------- | ---------------- | ---------------- | ---------------- | ---------------- | ---------------- | ---------------- | ---------------- | ---------------- | ---------------- | ---------------- | ------- |
| Montserrat Garcia | K-1       | 166.67           | 21               | 102.26           | 11               | 268.93           | 20               | no es classificà | no es classificà | no es classificà | no es classificà | no es classificà | 20      |

## Tennis de taula
- Galyna Volodymyrivna Dvorak

## Tir amb arc
Homes
| Arquer         | Prova      | Ronda de classificació | Ronda de classificació | 64 de final            | 64 de final | 32 de final | 32 de final | 16 de final | 16 de final | 4 de final  | 4 de final | Semifinal   | Semifinal | Final       | Final     | Final               |
| Arquer         | Prova      | Puntuació              | Classificació          | Contrincant            | Puntuació   | Contrincant | Puntuació   | Contrincant | Puntuació   | Contrincant | Puntuació  | Contrincant | Puntuació | Contrincant | Puntuació | Classificació final |
| -------------- | ---------- | ---------------------- | ---------------------- | ---------------------- | ----------- | ----------- | ----------- | ----------- | ----------- | ----------- | ---------- | ----------- | --------- | ----------- | --------- | ------------------- |
| Daniel Morillo | Individual | 657                    | 33                     | Markivan Ivashko (UKR) |             |             |             |             |             |             |            |             |           |             |           |                     |

## Waterpolo
- Iñaki Aguilar
- Iván Gallego
- Xavier García
- Svilen Ivanov
- David Martín
- Marc Minguell
- Iván Ernesto Pérez
- Felipe Perrone
- Ricardo Perrone
- Xavier Vallès